# Chanel Miller
Chanel Miller (nascida em 1992) é uma escritora americana e artista, sediada em São Francisco, California e Nova Iorque. ficou anonimamente conhecida depois de ter sido agredida sexualmente no campus da Universidade de Stanford, em janeiro de 2015, por Brock Allen Turner. No ano seguinte, o seu discurso de impacto de víctima, lido no julgamento, tornou-se viral depois de ser publicado online no BuzzFeed, tendo sido lido por 11 milhões de pessoas em apenas 4 dias. Miller era referidas como "Emily Doe" nos documentos do tribunal e artigos dos mídia até setembro de 2019, quando abdicou da sua anonimidade e publicou o seu livro de memórias Know My Name: A Memoir, (em Portugal, Este é o meu Nome, Aurora Editora, 2024). O livro ganhou o prémio National Book Critics Circle Award para Autobiografias em 2019, e foi mencionado em várias listas nacionais de livros do ano. É creditada como aquela que começou a discussão nacional sobre o tratamento de casos de agressão sexual, e das suas vítimas, em campus de universidades e no sistema judicial. Também é oradora.

## Início de Vida
Chanel Miller nasceu em 1992 em Palo Alto, California, a mais velha de duas filhas de uma mãe chinesa e um pai americano. A sua mãe emigrou para os EUA da China para se tornar escritora e o seu pai era um terapeuta reformado. Miller frequentou a Gunn High School até 2010. Frequentou a Universidade da California, Santa Bárbara, onde se licenciou em literatura em 2014, um ano antes da agressão ocorrer.

## Declaração de agressão e impacto da vítima
Na noite de 17 de janeiro de 2015 Miller, acompanhou a sua irmã a uma festa da Kappa Alpha na Universidade de Stanford; mais tarde nessa noite, dois estudantes da universidade encontraram Millher deitada no chão, atrás de uma lixeira, com outro estudante da universidade, Brock Turner, em cima dela. Miller estava inconsciente, sendo o seu nível de álcool no sangue perto de 0.22% na altura da agressão. Quando Turner tentou escapar, foi apanhado pelos estudantes, que o seguraram até a polícia chegar. Turner foi preso e indiciado com cinco acusações de agressão sexual, às quais declarou ser inocente. Em 2016, foi condenado por três das cinco acusações e sentenciado a seis meses de prisão, provocando indignação pública devido à clemência da sentença. O juiz Aaron Persky foi destituído dois anos depois.
A carta, com 7,137 palavras, de impacto de víctima, escrita por Miller —que era referida nos documentos do tribunal e artigos de mídia como "Emily Doe"—foi publicado no BuzzFeed no dia 3 de junho de 2016, o dia a seguir à leitura da sentença de Turner, e foi impressa noutros jornais e revistas de alcançe nacional, tal como o The New York Times. Foi lido 11 milhões de vezes durante os quatro dias seguintes à sua publicação, tornando-se viral.

### Know My Name: A Memoir
No dia 9 de agosto de 2019, o programa 60 Minutes lançou uma entrevista com Miller—que decidiu sair do anonimato. Ela descreveu a sua história e as consequências do seu anonimato, e conheceu os dois estudantes que pararam Turner. A autobiografia de Miller, Know My Name: A Memoir, foi publicada no dia 4 de setembro de 2019 pela Viking Books e tornou-se um best-seller. O livro ganhou o prémio de National Book Critics Circle Award para Autobiografias em 2019 e foi nomeado um dos dez melhores livros do ano pelo The Washington Post. The New York Times também selecionou Know My Name para a lista "100 Livros Notáveis de 2019." O Dayton Literary Peace Prize selecionou o livro como o vencedor da categoria não ficção em  2020.

### Reconhecimento
O testemunho de Miller sobre a sua agressão sexual e o julgamento que se seguiu, "provocou uma discussão nacional sobre violação em campus de universidades e como os sobreviventes não estavam a ser ouvidos", e "começou uma série de debates intensos sobre violação, sexismo e má conduta sexual nos últimos anos," incluíndo o movimento Me Too.
No dia 1 de novembro de 2016, Glamour nomeou Miller, ainda apenas conhecida como Emily Doe, Mulher do Ano por "mudar a conversa entorno da agressão sexual para sempre", citando que a sua declaração de impacto da vítima tinha sido lido mais de 11 milhões de vezes. Miller esteve presente na cerimónia, de forma anónima. Aceitou o prémio em palco, em novembro de 2019, depois da publicação do seu livro. Miller escreveu um poema para declamar na cerimónia, no qual defendia o bem-estar das vítimas de agressão sexual. Foi uma das pessoas influentes da revista Time em 2019, na 100 Next list. Em 2019, a Universidade de Stanford uma colocou placa no campus, imortalizando a agressão.

## Obras de arte
Depois da sua agressão, Miller começou a frequentar aulas de arte por recomendação da sua terapeuta. No verão de 2015, Miller frequentou aulas de gravura na Escola de Design de Rhode Island em Providence, Rhode Island.
Em 2020, um mural desenhado por Miller apareceu no Asian Art Museum em São Francisco. Com 21 metros de comprimento e 4 metros de altura, o mural tem três vinhetas de banda desenhada e as frases  "I was" (em português, "eu fui"), "I am" (em português, "eu sou"), and "I will be" (em português, "eu serei"). O museu esteve fechado ao público devido à pandemia de COVID-19, embora fosse possível ver o mural através das janelas de Hyde Street.
Em 2021, o trabalho de Miller cobriu a fachada do Alimama Tea e Yin Ji Chang Fen na Bayard Street em Manhattan, Nova Iorque. O mural foi um de nove criados em colaboração com o Estúdio  A+A+A para o seu projeto “ASSEMBLY for CHINATOWN”. O projeto foi feito para ajudar restaurantes familiares e membros da comunidade de Chinatown, Nova Iorque. Durante a pandemia de COVID-19, os negócios de Americano-Asiáticos decresceram 26%, e os restaurantes de comunidades asiáticas foram vandalizados por causa de crimes de ódio contra Americano-Asiáticos.

## Publicações
- Know My Name: A Memoir (2019)
  - Este é o meu Nome, (em Portugal, Este é o meu nome, Aurora Editora, 2024)